# Parq HaLe'umi
Parq HaLe'umi (hebreiska: Parq HaLe’umi, פרק הלאומי) är en park i Israel.   Den ligger i distriktet Tel Aviv-distriktet, i den norra delen av landet. Parq HaLe'umi ligger 29 meter över havet.
Terrängen runt Parq HaLe'umi är platt. Runt Parq HaLe'umi är det mycket tätbefolkat, med 4 670 invånare per kvadratkilometer. Närmaste större samhälle är Tel Aviv, 5,3 km nordväst om Parq HaLe'umi. Runt Parq HaLe'umi är det i huvudsak tätbebyggt.